# Парламентёр

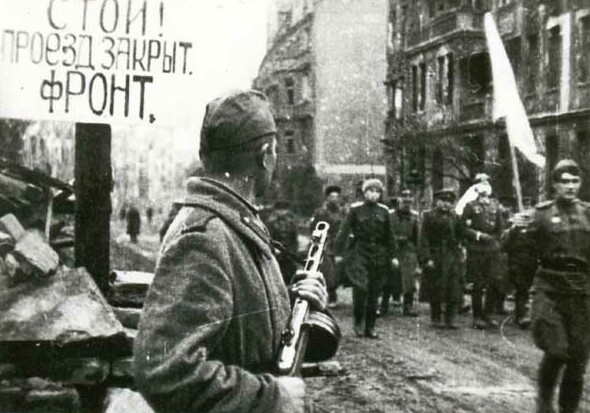
Немецкие парламентёры под белым флагом направляются договариваться о капитуляции Бреслау.

Парламентёр (фр. parlementaire, от фр. parler — говорить), перегово́рщик — лицо, уполномоченное сторонами, находящимися в состоянии войны, вести переговоры о заключении мира, перемирия, прекращения огня, капитуляции и другого.

## История
Сложившаяся практика предполагает наличие у парламентёра(ов) белого флага (обычно с белым значком) как отличительного признака. Парламентёра(ов) могут сопровождать знаменосец, горнист (трубач), барабанщик, переводчик, однако участие всех (либо отдельных из указанных) лиц, не является обязательным условием.
Парламентёр и сопровождающие его лица являются в период выполнения их миссии неприкосновенными.
Регламентирующим документом статуса парламентёра и сопровождающих его лиц, является 4-я Гаагская Конвенция от 18 октября 1907 года, «О законах и обычаях войны».
Глава III.
О парламентёрах
- Статья 32

Парламентёром считается лицо, уполномоченное одной из воюющих сторон вступить в переговоры с другой и являющееся с белым флагом. Как сам парламентёр, так и сопровождающие его трубач, горнист или барабанщик, лицо, несущее флаг, и переводчик пользуются правом неприкосновенности.
- Статья 33

Начальник войск, к которому послан парламентёр, не обязан принять его при всяких обстоятельствах. Он может принять все необходимые меры, дабы воспрепятствовать парламентёру воспользоваться возложенным на него поручением для собирания сведений. Он имеет право в случае злоупотреблений со стороны парламентёра временно его задержать.
- Статья 34

Парламентёр теряет право на неприкосновенность, если будет положительным и несомненным образом доказано, что он воспользовался своим привилегированным положением для подговора к измене или для её совершения.